# SN 1975B
SN 1975B – supernowa typu Ia odkryta 1 kwietnia 1975 roku w galaktyce PGC0012417. W momencie odkrycia miała maksymalną jasność 15,50m.